# Mezon Stainless Steel
Mezon Stainless Steel Fzco. — компанія гуртової торгівлі металопродукцією, яка розташована в ОАЕ. На 100% належить японській сого сьося компанії Sumitomo Corporation.

## Компанія сьогодні
Mezon Stainless Steel є на Близькому і Середньому Сході ексклюзивним постачальником продукції компаній Sumitomo Metal Industries, Nippon Steel Corporation і Stainless KUZE Co.Ltd., також постачальником продукції Sanyo Special Steel Co., Ltd., Froch Enterprise Co. та деяких інших.
Щорічний обсяг продажу сталі перевищує 1 млн тонн.